# Берёзовый Гай (Корюковский район)
Берёзовый Гай (укр. Березовий Гай; до 2025 года — Берёзовая Роща) — село в Корюковском районе Черниговской области Украины. Население 43 человека. Занимает площадь 0,22 км².
Код КОАТУУ: 7424785502. Почтовый индекс: 15470. Телефонный код: +380 4659.

## Власть
Орган местного самоуправления — Радомский сельский совет. Почтовый адрес: 15470, Черниговская обл., Корюковский р-н, с. Радомка, ул. Мира, 1.